# Tchizon Kourégué
Tchizon Kourégué (auch: Kizon Kourétché, Tchizon Kourégé, Tizonu Kourégné) ist ein Dorf in der Landgemeinde Djiratawa in Niger.

## Geographie
Das Dorf befindet sich rund 30 Kilometer nordöstlich des Hauptorts Djiratawa der gleichnamigen Landgemeinde, die zum Departement Madarounfa in der Region Maradi gehört. Zu den Siedlungen in der näheren Umgebung von Tchizon Kourégué zählen Gadambo im Norden, Tchadoua im Nordosten, Magami im Südosten, Gawaro Madatey im Süden sowie Goulbaoua und Toffa Yarimawa Daoutawa im Südwesten.
Tchizon Kourégué ist Teil der Übergangszone zwischen Sahel und Sudan. Die durchschnittliche jährliche Niederschlagsmenge beträgt hier zwischen 400 und 500 mm.

## Bevölkerung
Bei der Volkszählung 2012 hatte Tchizon Kourégué 4412 Einwohner, die in 500 Haushalten lebten. Bei der Volkszählung 2001 betrug die Einwohnerzahl 2936 in 362 Haushalten und bei der Volkszählung 1988 belief sich die Einwohnerzahl auf 1292 in 176 Haushalten.
Die Bevölkerungsdichte in diesem Gebiet ist für nigrische Verhältnisse hoch.

## Wirtschaft und Infrastruktur
Der Markt von Tchizon Kourégué wurde in den 1950er Jahren etabliert. Das Gebiet der Ebenen im südlichen Teil der Region Maradi, in dem die Siedlung liegt, ist von einer anhaltenden Degradation der ackerbaulichen Flächen gekennzeichnet, die mit der hohen Bevölkerungsdichte in Zusammenhang steht.
Im Dorf ist ein Gesundheitszentrum des Typs Centre de Santé Intégré (CSI) vorhanden. Der CEG Tchizon Kourégué ist eine Schule der Sekundarstufe des Typs Collège d’Enseignement Général. Beim Centre de Formation aux Métiers de Tchizon Kourégué (CFM Tchizon Kouregué) handelt es sich um ein Berufsausbildungszentrum. Als staatliche islamische Schule für Kinder wurde 2007 außerdem eine Medersa gegründet.
Tchizon Kourégué ist durch die Route 446, eine 3,35 Kilometer lange Landstraße, mit der Nationalstraße 1 im Nachbardorf Gadambo verbunden.